# سفال خراسان
سفال کوره‌ای خراسان میانه برجسته‌ترین و شگفت آورترین سفال اوایل دوران اسلامی است، شگفت‌آور به دلیل تنوع انواع الگوهای تزئینی و برجسته به دلیل کنتراست درشیوه و کیفیت اجرا. سفال قرن ۹ و ۱۰ میلادی خراسان از قطعات ساده و تقریباً خام با لعاب منقوش چندرنگ تا کاسه هاو بشقاب‌های بزرگ ظریف با خوشنویسی‌های سیاه رنگ برزمینهٔ سفید و گاهی خوشنویسی‌های سفید یا سبز بر زمینه‌ای سیاه (منگنز) که با کار خوشنویسان معاصر قابل رقابت است دسته‌بندی می‌شود. طرح‌های تزئینی این سفال‌ها عبارتند از: آبستره، فیگوراتیو، خوشنویسی با تصاویر و رنگ‌های متنوع. ریچارد بولیت (مورخ) یک ترتیب تاریخی رابرای انواع سفال پیشنهاد کرد که طی دهه‌های ۱۹۳۰ و ۱۹۴۰ به ترتیب در سه میدان قنات تپه، سبزپوشان و تپه مدرسه بودند که سفال‌های هرکدام از میدان‌ها با دیگری متفاوت بودند. سفال‌های یافت شده با تزئینات فیگوراتیو در نیشابور در دهه های۱۹۴۰ یکی از بزرگترین رازهای سفال ایرانی دوران میانه است. تصاویر ظروف فیگوراتیو شامل صور فلکی، تصاویر کهن ایرانی و عمدتاً تصاویر سلطنتی ساسانی است. استادانه‌ترین کار سفالگران مسلمان اوایل قرون وسطا در مورد شکل ظروف، کیفیت لعاب و خوشنویسی‌های زیبا، بشقاب‌ها و کاسه‌های بزرگی هستندکه لعاب سفید یا ارغوانی تیرهٔ مایل به مشکی دارند که هم در نیشابور وهم در سمرقند تولید می‌شدند و در این مکان‌ها رنگ قرمز برای تزئین و بخشی ازدست نوشته به کار می‌رفته‌است.

## ویژگی برخی از ظروف سفالی خراسان
۱. کاسه (ایران. نیشابور. قرن۱۰میلادی)
ظروف منقوش گلابه‌ای _ارتفاع۱۱٫۵سانتی‌متر. قطر۲۶٫۵سانتی‌متر. قطر پایه۱۱٫۶سانتی‌متر_احتمالاًاین چهارپا با سر انسانی که در این کاسه نقاشی شده‌است همان بُراق است، توسنی مرموز که مسلمانان معتقدند محمد را در معراج شبانه‌اش به هفت طبقهٔ بهشت و جهنم همراهی کرده‌است.
۲. قاب (ایران. نیشابور. قرن۱۰میلادی)
ظروف تقلیدی از لعاب لکه‌ای سبز سامرا _ قطر ۳۴سانتی‌متر_ ارتفاع ۵سانتی‌متر_این قاب بزرگ قسمت بیرونی اش بدون لعاب است و ارتباط نزدیکی با بشقاب‌های تخت ساخت عراق درقرن۹و۱۰میلادی دارد._کاربردلعاب لکه‌ای و نوشته در مرکز ظرف که عبده خوانده می‌شود نشان می‌دهد که الگوی آن سفال سفیدو آبی عباسی بوده‌است.